# Donavski limes
Donavski limes (nemško Donaulimes) se nanaša na rimsko vojaško mejo ali limes, ki je ležala ob reki Donavi v današnji nemški zvezni državi Bavarska, v Avstriji, Slovaški, Madžarski, Hrvaški, Srbiji, Bolgariji in Romuniji.
Rimljani Donave niso vedno ali povsod uporabljali kot vojaško mejo, in so jo ponekod premaknili proti severu ali jugu glede na vojaška osvajanja, vendar se je marsikje dolgo ohranila kot dokaj stalna obrambna struktura. Meja je bila okrepljena s številnimi stražnimi stolpi, legijskimi tabori (castra) in utrdbami (castella). Zaradi močvirnate in dendritične narave bregov reke Donave ni bilo zgrajenih mejnih obzidij, za razliko od limesa Neckar-Odenwald v Nemčiji. Tabori so bili zgrajeni sredi 1. stoletja. Kasneje, pod Trajanom, so tabore, ki so bili prvotno obdani le z zemeljskimi nasipi, ogradili s kamnitimi zidovi.
Po limesu je bila speljana rimska cesta Donavska pot (latinsko Via Istrum), ki je povezovala postaje, tabore in utrdbe vse do delte Donave.
Leta 2021 je bil zahodni del Donavskega limesa vpisan na Unescov seznam svetovne dediščine kot del sklopa območij svetovne dediščine »Meje rimskega imperija« (Frontiers of the Roman Empire).

## Odseki
Zaradi same dolžine te meje je Donavski limes pogosto razdeljen na naslednje odseke:
- Retijski limes, pri čemer se kot del donavskega limesa štejejo le tisti elementi ob Donavi.
- noriški limes
- Panonski limes (v Zgornji in Spodnji Panoniji)
- Mezijski limes

- Zgornji germansko-retijski limes med Renom in Donavo
- Noriško-panonski limes v današnji Avstriji
- Panonski limes v današnji Slovaški, Madžarski, Hrvaški in Srbiji
- Posnetek Mezijskega limesa enega obdobja v današnji Bolgariji in Romuniji

## Nemčija in Avstrija
Najstarejši rimski tabor v Avstriji je bil Carnuntum. Štirinajst kilometrov zahodno je bila zgrajena pomožna utrdba (Hilfskastell) pri Schlögnu (danes v občini Haibach ob der Donau) v Gornji Avstriji. Takrat je limes potekal od Dunaja do Linza približno po današnji Wiener Straße (B 1).
Ker Donava ni vedno zagotavljala ustrezne zaščite, so bila na njenih severnih bregovih zgrajena mostišča proti Markomanom, kot je tisto v Stillfriedu ali pri Oberleiser Bergu. Vendar so jih pod sinom Marka Avrelija Komodom ponovno očistili in vzdolž Donave položili sedem kilometrov širok 'pas smrti'.
Vse več utrdb, ki so propadale, so bile pod cesarjem Valentinijanom I. (364–375) ponovno prenovljene in dograjene v skladu z najnovejšo vojaško taktiko. Obzidje so odebelili in obnovili obrambne jarke. Poleg tega so bili vzdolž obzidja zgrajeni stolpi, kot na primer stražni stolp, ki so ga odkrili pri Oberranni leta 1960. Te utrdbe so zdržale le še sto let pred padcem Rimskega cesarstva. Leta 488 je bila dežela današnje Avstrije izčiščena. Rimske utrdbe ob spodnjem toku Donave so bile še enkrat obnovljene, zlasti pod Anastazijem I. Dikorom in Justinijanom I. Končno so služile med Mavricijevim balkanskim pohodom, njegovemu nasledniku Fokasu, kot osnova za večje vojaške operacije, nekatere pa so se ohranile v provinci Moesia Secunda do invazije Bolgarov leta 679.
Ohranjenih je nekaj obrambnih stolpov: v Bacharnsdorfu v Spodnji Avstriji, v Mauternu (Favianis) in v Traismauerju (Augustiana). Tudi v Tullnu in Zeiselmauerju so ohranjeni ostanki. V Kürnberškem gozdu pri Linzu so ostanki stražnega stolpa iz rimskega obdobja.
Taborišča legij so bila ustanovljena v:
- Lauriacum (Aniža)
- ? (St. Pantaleon-Erla)
- Vindobona (Dunaj)
- Petronell-Carnuntum

Tabori (castra) in utrdbe (castella) v Avstriji od zahoda proti vzhodu:
- Stanacum (Engelhartszell)
- Ioviacum (Schlögen)
- Ad Mauros (Eferding)
- Lentia (Linz)
- Ad Iuvense (Wallsee)
- Arelape (Pöchlarn)
- Namare (Melk)
- Favianis (Mautern an der Donau)
- Barbaricum (Fels am Wagram – severno od Donave)
- Augustianis (Traismauer)
- Asturis (Zwentendorf an der Donau)
- Comagena (Tulln)
- Cannabiaca (Zeiselmauer)
- Arrianis/Asturis (Klosterneuburg)
- Ala Nova (Schwechat)
- ? (Mikulov-Tschechien)
- Aequinoctium (Fischamend)
- Rimska utrdba, Höflein (Höflein)
- Rimska utrdba, Stopfenreuth (Engelhartstetten)

## Spodnja Panonija
Leta 103 našega štetja je cesar Trajan razdelil provinco Panonijo na dva dela: Pannonia Superior in Pannonia Inferior. Ob vzhodni strani Donave je potekala provinca Spodnja Panonija, ki je danes del Madžarske, Srbije, Hrvaške ter Bosne in Hercegovine. Po vsem območju na obeh straneh Donave so bile zgrajene kolonije in mesta, poleg rimskih utrdb, garnizij in oporišč. Nekateri najbolj opazni so bili:
- Transaquincum, Contra Aquincum (Pešta)
- Matrica (Százhalombatta)
- Gorsium (Tác)
- Vetus Salina (Adony)
- Intercisa (Dunaújváros)
- Lusonij (Dunakömlőd)
- Alisca ad latus (Őcsény)
- Statusi oglasov (Várdomb)
- Lugio/Florentia (Dunaszekcső)
- Altinum (Kölked)
- Ad Militare (Batina, Draž)
- Ad Novas (Zmajevac)
- Colonia Aelia Mursa (Osijek)
- Teutoburgium (Dalj)
- Cuccium (Ilok)
- Cusum (Petrovaradin)
- Burgenae (Novi Banovci)
- Colonia Singidunum (Beograd)

## Spodnje Podonavje
Spodnjodonavsko cesto so zgradili pod cesarjem Tiberijem v 1. stoletju našega štetja na desnem (južnem) bregu reke, v sklopu limesa, ki ga povezuje cesta, pa so bile zgrajene tudi utrdbe in stražni stolpi. V 1. stoletju so bile tu prve postavljene naslednje rimske utrdbe:
- Augustae (blizu vasi Hurlets)
- Valeriana (pri vasi Dolni Vadin)
- Variana (blizu vasi Leskovec)
- Almus (blizu mesta Lom)
- Regianum (blizu mesta Kozlodu])
- Sexaginta Prista (blizu mesta Ruse)
- Dorostorum (blizu mesta Silistra)
- Ratiaria (v bližini mesta Ratiaria)
- Novae (v bližini mesta Svištov)
- Viminacium
- Singidunum (Beograd)
- Oescus